# Paradoxe probabiliste
Les paradoxes probabilistes sont les problèmes de la théorie des probabilités largement contre-intuitifs ou tout simplement présentant différents résultats selon l'interprétation que l'on fait de l'énoncé parmi plusieurs possibilités légitimes ou non.

## Simples résultats contre-intuitifs
C'est le cas du paradoxe des anniversaires : croire que les probabilités obéissent à des lois linéaires conduit à la réponse 180, alors que la bonne réponse semble ridiculement faible.

## Énoncés ambigus
Le paradoxe de Bertrand pose une question dans laquelle l’expression « au hasard » peut désigner plusieurs méthodes de tirage différentes, et conduisant à des résultats contradictoires.

## Utilisation implicite d'uneprobabilité conditionnelle
Les paradoxes de cette catégorie sont des problèmes relativement simples avec une approche rigoureuse mais où l'intuition conduit à des résultats aberrants.
On peut les classer ainsi, du moins au plus disputé :
- Paradoxe des trois pièces de monnaie
- Paradoxe des prisonniers
- Paradoxe des deux enfants
- Problème de Monty Hall
- Problème de la Belle au bois dormant
- Argument de l'apocalypse
- Paradoxe du conducteur distrait

Dans le cas des trois pièces de monnaie, il est facile de faire soi-même le calcul global pour constater qu'il n'y a qu'une chance sur quatre et non sur deux pour tirer trois pièces du même côté. En revanche corriger le raisonnement fallacieux donnant la réponse 1/2 est plus délicat.
Le paradoxe des prisonniers apparaît assez immédiatement comme une manipulation : il est assez visible qu'une simple question ne peut pas augmenter les chances de survivre quelle que soit la réponse.
Dans le cas des deux enfants, l'énoncé devient assez ambigu et on hésite à employer les probabilités conditionnelles. Surtout, le raisonnement correct est presque toujours faux dans la vie courante.
Le cas de Monty Hall est un sujet de disputes récurrentes : les raisonnements présentés sautent si souvent des étapes qu'il est possible de les critiquer. Le résultat correct est d'autant plus ardu à comprendre qu'il repose en fait sur l'agissement pervers d'un tiers, le présentateur.
Le problème de la Belle au bois dormant repose en fait sur la difficulté à savoir quelles options distinguer comme équiprobables quand il y a plusieurs embranchements.
Il y a des similarités entre les raisonnements fallacieux employés : par exemple dans le cas des pièces de monnaie, il est légitime de dire que si deux pièces présentent un même côté, une troisième a une chance sur deux de présenter le même. Sauf si on a sélectionné quelle serait la troisième pièce précisément pour que les deux autres vérifient la propriété. Le biais est donc d'avoir oublié que le choix de la troisième pièce n'a peut-être pas été fait au hasard, et que cette question change tout.
De la même manière, si une famille comporte deux enfants et présente un garçon, on peut penser que l'autre enfant a une chance sur deux d'être un frère. Sauf si l'enfant présenté a été choisi précisément parce que c'est un garçon, situation qui ne survient que dans le cadre de ce problème. De même, dans les problèmes des prisonniers ou de Monty Hall, on oublie que le présentateur ou le gardien devait obligatoirement faire une révélation correspondant à un cas « perdant » (qui existe toujours) : rien n'a changé pour la porte initiale ni le prisonnier questionneur.
Une autre manière d'obtenir des faux résultats est de faire oublier le cheminement menant à la situation finale. D'où la réponse 1/2 dans le cas de Monty Hall ou de la Belle au bois dormant, qui tombe si l'on trace un arbre représentant les événements successifs.
Il est important de signaler que les solutions ayant fini par s'imposer ne sont pas basées sur l'argument d'autorité mais sur la vérification des arguments proposés : si les mauvaises réponses spontanées de la majorité des gens semblent placer les problèmes à un très haut niveau, un arbre de probabilité suffit généralement à faire apparaître la bonne solution.
Les autres difficultés sont liées à la difficulté à percevoir les probabilités comme faisant référence à des informations et non à la réalité physique, et à celle d'évaluer la probabilité subjective dans une situation donnée.
La maîtrise des probabilités conditionnelles et de la formule de Bayes demande de la rigueur. En effet, la connaissance d’un événement peut complètement changer la probabilité d’un autre événement. Jean-Paul Delahaye parle d’« anamorphoses probabilistes » ou plus simplement d’effets de filtre ou de loupe sur un ensemble d’événements à délimiter de façon claire. Il range le problème de la Belle au bois dormant et l'argument de l'apocalypse dans ce cas. Philippe Gay et Édouard Thomas parlent d'un effet de pondération pour l'argument de l'apocalypse.

## Popularité
Les problèmes décrits précédemment ont fait l'objet de débats assez acharnés, et les néophytes comme les mathématiciens professionnels ont souvent été piégés par un de ces problèmes, ou bien par des variantes (surtout, il est facile de proposer des variantes telles qu'on suppose intuitivement le résultat identique alors qu'il est différent). Surtout, les problèmes de Monty Hall et de la Belle au bois dormant font encore l'objet de débats acharnés sur Internet (malgré la confirmation expérimentale pour le Monty-Hall), au point que les néologismes « halfer » (« demiste ») et « thirder » (« tieriste ») ont été inventés pour désigner les défenseurs de chaque réponse. [réf. souhaitée]